# Wildalpen
Wildalpen è un comune austriaco di 501 abitanti nel distretto di Liezen, in Stiria.